# Copati
Copati so udobno obuvalo za doma. Praviloma so iz blaga, lahko pa so pletene s podplatom iz mehkega usnja.
Izvirajo iz Orienta, kjer so bile pogosto bogato okrašene. Najstarejše so našli v Koptskih grobovih iz 2. do 8. stoletja. Preko Bizanca so prišle v Italijo in so od 15. stoletja znane tudi v ostali Evropi.
Copati so tudi lahko športno obuvalo, na primer tekaški ali teniški copati (ali kar teniske).